# SAGE Publishing

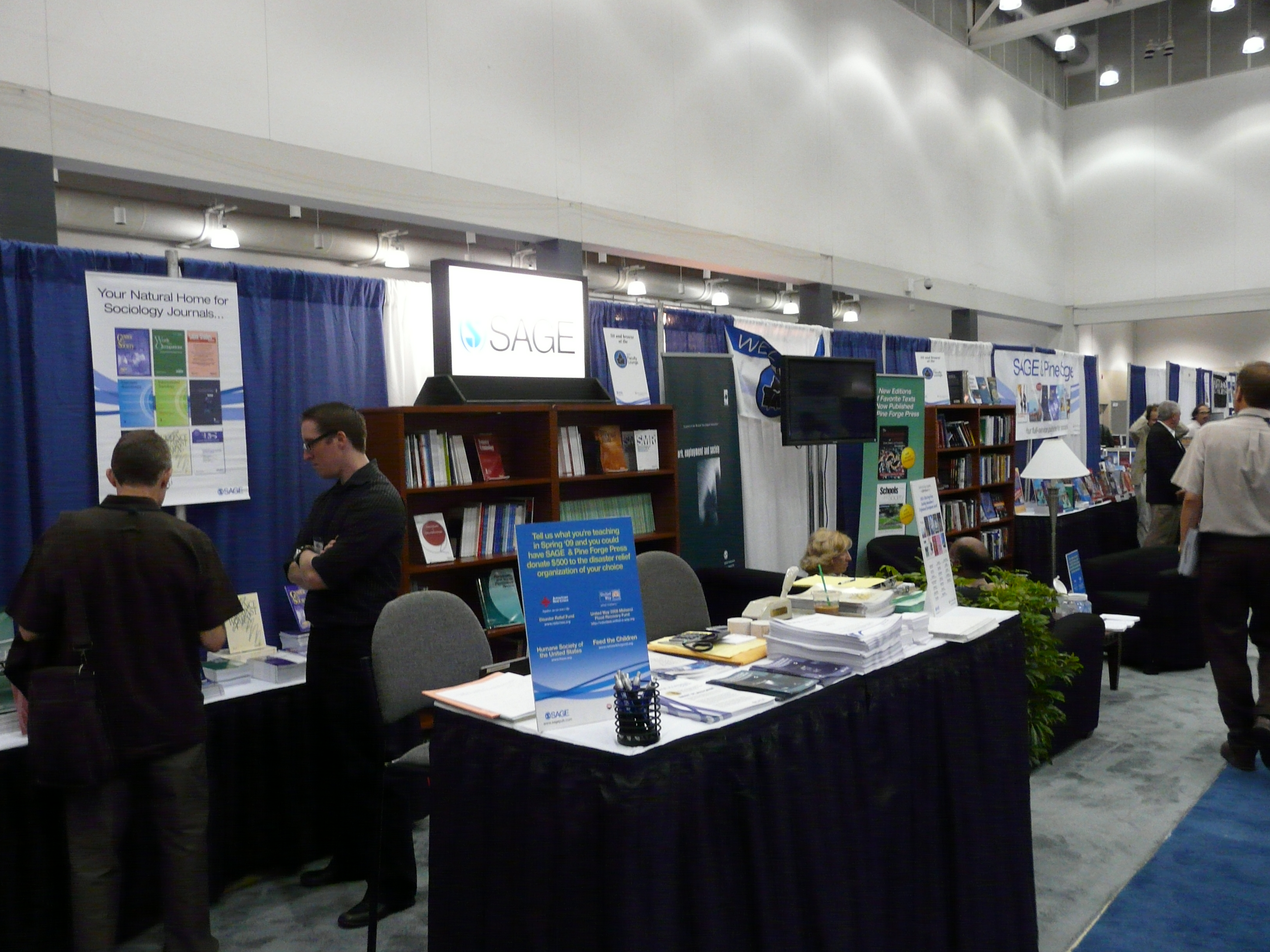
Conferencia de 2008.

Sage Publishing es una editorial independiente estadounidense fundada en 1965 en la ciudad de Nueva York por Sara Miller McCune. Más tarde trasladó su sede a la ciudad de Thousand Oaks, California. Publica más de 1.000 revistas y más de 800 libros cada año,  así como obras de referencia y productos electrónicos en áreas como negocios, humanidades, ciencias sociales, ciencia, tecnología y medicina. 

## Historia
En 1965, a la edad de 24 años, Sara Miller fundó Sage con la convicción de que la investigación en ciencias sociales puede y debe desempeñar un papel crucial en la configuración de la sociedad. Con un capital inicial de 500 dólares, una oficina de una sola habitación en la ciudad de Nueva York y el apoyo de su futuro esposo, George McCune, Sara lanzó la primera revista de la editorial, la primera de un catálogo que hoy supera los 1000 títulos.

## Sellos
Sage también posee otros sellos como:
- Corwin Press [3]
- CQ Press[4]
- Learning Matters[5]
- Adam Matthew Digital[6]
- IOS press[7]
- Hubro Simulations[8]

## Oficinas
Sage tiene oficinas en Los Ángeles (Thousand Oaks), Londres, Nueva Delhi, Singapur, Washington D. C. y Melbourne. En donde emplea a más de 1.500 personas.

## Recursos de aprendizaje
Desde el 2022, y luego del cambio de imagen, Sage ha enfocado sus esfuerzos en lo que llaman "learning resources" o recursos de aprendizaje, que se componen de los siguientes elementos: 
- Sage Research Methods[10]
- Sage Business[11]
- Sage Skills[12]
- Sage Video[13]
- Sage Data[14]
- Sage Campus[15]
- Sage Academic & Reference Books[16]
- CQ Press Library[17]
- Sage Catalyst[18]